# Cao Xueqin
Cao Xueqin född 1715 eller 1724 i Nanjing, död 12 februari 1763 i Peking, var en kinesisk författare under Qingdynastin. Hans roman Drömmar om röda gemak (Hongloumeng) är en kinesisk klassiker och räknas till "de fyra stora talspråksromanerna".
Cao kom från en hankinesisk släkt i Manchuriet som förslavats under det manchuiska kejsarhuset på 1610-talet. Klanen inlemmades under den "rena vita fanan" i de manchuiska Åtta fänikorna och sedan Qingdynastin tagit över det egentliga Kina befordrades Caos anfäder till viktiga positioner under kejsaren. Under Kangxi-kejsaren nådde klanen sin höjdpunkt då Cao Yin, som var bror till Cao Xueqins farfar, tjänstgjorde som salt- och textilkommissionär i Nanjing. Under Yongzheng-kejsarens hårdföra reformprogram i början på 1720-talet föll Cao-klanen i onåd och tvingades överge sina egendomar.
Cao Xueqin upplevde släktens fall under sin barndom och Drömmar om röda gemak anses vara en fiktionaliserad släktkrönika över Cao-klanens öde. På grund av Cao-klanens fall från makten är mycket litet är känt om Cao Xueqins person och hans verk publicerades anonymt först tre decennier efter hans död.
Romansviten handlar om den inflytelserika Jia-klanens uppgång och fall. En centralgestalt är den unge Baoyu, som slits mellan sina två vackra kusiner Daiyu och Baochai. Romanen myllrar emellertid av olika personer. Baoyu själv lever omgiven av vackra kvinnor, släktingar och tjänarinnor.
- Wikisource har originalverk som rör Cao Xueqin.